# Gunvor
Gunvor Guggisberg (Bern, 23 augustus 1974) is een Zwitserse zangeres. Ze is zevenvoudig landskampioen stepdansen.
Ze vertegenwoordigde Zwitserland op het Eurovisiesongfestival 1998 met het lied Lass ihn, ze kreeg 0 punten en keerde met de rode lantaarn terug naar huis. Daarna kwam Gunvor meer in de media door schandaaltjes dan door zangprestaties.

## Discografie
- Lass ihn (1998) (Single)
- Money makes... (1998) (Single)
- Land of fantasy (1999) (Single)
- FROM A TO Z (2000) (Doppel-CD)
- Born to be (loved by you) (2002) (Single)